# La resurrección de Cristo (Piero della Francesca)
La resurrección de Cristo o, simplemente, La resurrección, (en italiano, La Resurrezione), es una obra realizada por el pintor renacentista italiano Piero della Francesca. Mide 225 cm de alto y 200 cm de ancho. Realizó esta obra entre el año 1463 y 1465. Fue pintada en Arezzo, cerca de su ciudad natal, al tiempo que trabajaba en los frescos de la Leyenda de la Santa Cruz. Figura hoy en día sobre el lugar de su creación: uno de los muros de lo que hoy en día es el Museo Civico o Palazzo Civico de Sansepolcro y que era entonces la sala magna de la Residenza donde se celebraban las reuniones del Consejo. En Sansepolcro precisamente nació Piero della Francesca, por lo que en el Museo Cívico de esta ciudad hay dos de sus obras maestras: esta Resurrección y el Políptico de la Misericordia.

## Composición
La resurrección de Cristo, por su parte, es obra notable al utilizar diversas perspectivas. Se trata de una composición en tres planos: el paisaje, Cristo saliendo del sepulcro y los soldados dormidos.
Tiene una inenarrable solemnidad, que le da la composición piramidal y la hierática frontalidad de Cristo. La base del triángulo la forman los soldados dormidos y el ángulo superior por la cabeza de Cristo.
El foco de la composición está constituido por Jesucristo, de pie, saliendo de la tumba y mirando de frente al espectador. Con su mano levanta la toga rosa y el pie lo posa en el borde de la tumba. Todas sus heridas son aparentes. 
La figura de Cristo divide el paisaje en dos partes: lo que queda a la derecha exuberante, con árboles frondosos, vivos, en primavera, simbolizando el nuevo nacimiento; lo que queda a la izquierda moribundo, árboles de invierno que simbolizan la muerte. Estos símbolos recuerdan a los frescos sobre el Bien y el Mal gobierno de Lorenzetti en Siena que tanto influyeron sobre la pintura toscana. 

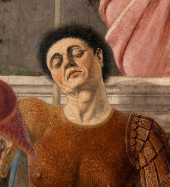
Autorretrato de Piero como uno de los personajes.

A los pies, los soldados dormidos sobre la tierra quedan separados de Cristo por la línea horizontal del sarcófago. Piero se representa a sí mismo a los pies del sarcófago (el soldado a la derecha de Cristo). El asta de la bandera con la cruz de parte güelfa lo pone en contacto directo con la divinidad, como si ésta inspirase al Piero político. Otros consideran que se trata de una bandera simbólica de la resurrección, blanca con una cruz roja (la de los cruzados). Al juzgar por la posición, un soldado acaba de despertar, y contempla a Cristo resucitado. Además, existe una posible incongruencia anatómica en el soldado dormido que se apoya en la lanza, quien carece de piernas.
El marco pintado sigue el apoyo arquitectónico de las molduras y hace de transición entre el espacio mural y el espacio pictórico. Aldous Huxley que admiraba las obras de Piero de la Francesca expuesta en Sansepolcro, calificaba al Cristo de la Resurrección como «atlético».